# Кингман (риф)
Кѝнгман (на английски: Kingman reef) e коралов риф в северната част на Тихия океан. Обща площ – 0,03 km². Рифът е открит от американския морски капитан Едмънд Фанинг на 14 юни 1798 г. Наречен е в чест на американеца У. Кингман, който първи дава описание на рифа през 1853 г. Анексиран от САЩ през 1922 г. В края на 1930-те години лагуната на рифа е използвана от авиокомпанията Pan American като промеждутъчна база за хидросамолети по пътя между Хаваите и Самоа.
Рифът е разположен на 1600 km южно от Хавайските острови. Най-високата точка е 1 m над равнището на морето. По време на прилив, островът се намира под вода.
Кингман е забележителен с това, че на него се намират около 200 вида корали, както и огромно количество гигантски молюски. От 2001 г. е национален природен резерват.
Рифът Кингман е сниман в документалния филм на BBC „Тайните на Тихия океан“ (четвърта серия).